# Паникарча
Паникарча (укр. Панікарча) — село, входит в Кагарлыкский район Киевской области Украины.
Население по переписи 2001 года составляло 313 человека. Почтовый индекс — 09233. Телефонный код — 4573. Занимает площадь 3,333 км². Код КОАТУУ — 3222284402.

## Местный совет
09232, Київська обл., Кагарлицький р-н, с.Кузьминці, вул.Радянська